# Unter Perlenfischern auf Hawaii
Unter Perlenfischern auf Hawaii ist ein US-amerikanisches Stummfilmdrama aus dem Jahr 1924 von Ralph Ince. Der Film wurde von der Metro Pictures Corporation veröffentlicht.

## Handlung
Die Erbin Olive Granger überlebt einen Schiffbruch in der Südsee und wird zusammen mit den Gaunern Irene Carlton und Fred Morgan an die Küste einer Insel gespült. Diese stehlen ihre Papiere und fliehen nach Amerika, wo sich Irene als Olive ausgibt. Die Taucher Paul Patterson und Jan Boomer finden Olive verlassen in einer Höhle. Auf dem Rückweg durch den Dschungel streiten sich die Männer um Olives Gunst. Beim Perlentauchen stirbt der verräterische Boomer in den Umklammerungen eines riesigen Oktopus. Olive und Paul kommen in New York an, entlarven die Betrüger und heiraten.

## Hintergrund
In einem Presseartikel vom 25. Juni 1923 hieß es, dass der Film laut einem kürzlich zwischen dem Produzenten J. Ernest Williamson und der Metro Pictures Corporation geschlossenen Vertrag im Dezember 1923 in die Kinos kommen sollte. Williamson war der Erfinder eines Unterwasser-Röhrensystems für Unterwasseraufnahmen, das zuvor in Metros The Toll of the Sea verwendet wurde. Die Technologie wurde wie folgt beschrieben: „Eine lange Stahlröhre wird in jeder gewünschten Tiefe in den Ozean hinabgelassen. Am Boden breitet sich eine kleine, aber geräumige Kammer mit Wänden aus schwerem, aber wunderbar klarem Glas aus. In der Kammer befinden sich Kameras und andere notwendige Geräte. Die Kameraleute klettern die Röhre mithilfe einer Leiter mit Eisensprossen hinab und sind in ihrer Glaskammer genauso sicher wie die an Bord des Schiffes.“
25 Prozent dieses Films wurden in Farbe im Technicolor-Verfahren gedreht, der Rest in Schwarzweiß. Die Dreharbeiten auf den Bahamas sollten Ende August 1923 beginnen. Am 15. August 1923 wurde die Abreise von Regisseur Ralph Ince auf die Bahamas angekündigt. Weitere Dreharbeiten fanden in Florida statt. Innenaufnahmen sollten in den Tec-Art Studios in New York gedreht werden.

## Veröffentlichung
Die Premiere des Films fand am 11. Februar 1924 statt. 1925 kam er im Deutschen Reich und in Österreich in die Kinos. In Österreich wurde er auch unter den Titeln Das Abenteuer auf der Südsee und Die Venus von der Perleninsel gezeigt.

## Kritiken
George T. Party lobte die Produktion in der Exhibitor's Trade Review. Regisseur Ralph Ince gebühre uneingeschränktes Lob für seine meisterhafte Arbeit bei der Inszenierung. Ausnahmsweise werde eine Geschichte mit Südseeatmosphäre geboten, die nicht auf ausgetretenen Pfaden bleibe. Die Spannung sei hoch, man könne nicht erraten, was als Nächstes passiert. Die Handlung nehme gleich zu Beginn Höchstgeschwindigkeit an und gehe bis zum Ende munter weiter. Hinzu komme die ungewohnte Schönheit der Unterwasseraufnahmen in natürlichen Farben, die die mit Abstand besten Effekte seien, die in dieser Phase der Filmentwicklung bisher erzielt wurden. Das Ergebnis sei ein ebenso einzigartiger wie unterhaltsamer Film.